# Ben 10: Protector of Earth
Ben 10: Protector of Earth is een videospel gebaseerd op de animatieserie Ben 10. Het spel werd ontwikkeld door High Voltage Software, en in 2007 uitgebracht door D3 Publisher.

## Verhaal
Bij aanvang van het spel haalt een muskietachtige robot wat DNA uit de omnitrix, waardoor Ben alleen nog maar in Heatblast en Fourarms kan veranderen. Ben ontdekt dat het gestolen DNA wordt gebruikt om verschillende robots gemodelleerd naar de Omnitrix-kristallen van energie te voorzien. Door een robot te vernietigen kan Ben het gestolen DNA weer terugkrijgen. Na zijn gevecht met de eerst robot, krijgt hij XLR8 weer terug.
Ben ontdekt later de robots van Vilgax in gevecht met de Forever Knights. Enoch bouwt een enorme mecha met technologie uit area 51 in een poging Vilgax te stoppen. Hoewel hij nu ook de wereld probeert te redden, wil hij niet samenwerken met de Tennysons. Door Enochs mecha te verslaan verkrijgt Ben zijn vorm van Cannonbolt weer.
In San Francisco ontdekt Ben dat Kevin 11 is ontsnapt uit de Nul Void, en wat plantmonsters heeft meegenomen. Kevin ontvoert Opa Max. Ben moet hem en een monsterlijke plant verslaan om zijn gedaante van Wildvine terug te krijgen.
Ondertussen werken Vilgax en Ghostfreak samen. Ben, Gwen en Max ontdekken dit nadat ze Hex hebben verslagen. Ben bevecht Ghostfreak, en verkrijgt een kristal dat een deel van de Master Controle heractiveert.
Bens volgende doel is Dr. Animo, die het gestolen DNA gebruikt om een mutantleger te maken. Ben bevecht hem, maar Animo ontvoert Gwen. Na Clancy (die nu voor Animo werkt) te hebben verslagen, krijgt Ben een hint over Gwens locatie. Ben reist af naar een boorplatform waar hij Animo verslaat en Gwen red. Gwen heeft ontdekt dat Animo werkt voor Vilgax. Vilgax wil de hele planeet de Null Void insturen.
Max en Gwen proberen de overheid te waarschuwen terwijl Ben Sixsix en Vilgax’ troepen bevecht. Vervolgens confronteert hij Vilgax in zijn eigen schip. Ben stuurt Vilgax te ruimte in, en verkrijgt het laatste stukje van de omnitrix. De Tennysons sluiten Vilgax met zijn schip op in de Null Void.
Maar vlak na Vilgax belanden Ben, Gwen en Max per ongeluk zelf in de Null Void. Pas als ze uit de Rust Bucket zijn gestapt ontdekken ze de waarheid.

## Gameplay
Ben begint in het spel met twee van zijn aliens, maar later in het spel kan de speler er meer bemachtigen.
De speler kan Ben in deze aliens laten veranderen indien nodig. Aanvankelijk kan Ben maar korte tijd een alien blijven, maar zodra hij de master code geheel heeft gevonden kan hij onbeperkt transformeren. De speler kan punten verzamelen om speciale aanvallen te ontsluiten.
Na elk level krijgt de speler een beoordeling over hoe hij het ervan af heeft gebracht.

## Reacties
De reacties op het spel waren gemiddeld, zoals bij veel spellen gebaseerd op televisieseries. De variaties en de verhaallijn worden over het algemeen geprezen, maar een punt van kritiek was dat het spel voor al een beat-em-up is. Ook het feit dat maar 5 van Bens aliens meedoen in het spel is een punt waar veel spelers minder te spreken over zijn.